# J.D. Barker
J. D. Barker, of Jonathan Dylan Barker, (Lombard (Illinois), 7 januari 1971) is een Amerikaanse bestseller-auteur van thrillers, vaak met elementen van horror, misdaad, mysterie, sciencefiction en het bovennatuurlijke. Zijn debuutroman Forsaken was finalist voor een Bram Stoker Award in 2014.

## Levensloop
Barker werd geboren op 7 januari 1971 in Lombard, Illinois en bracht de eerste veertien jaar van zijn leven door in Crystal Lake, Illinois. Daarna verhuisde het gezin naar Englewood, Florida. Hij ging naar de Lemon Bay High School en studeerde af in 1989. Hij schreef zich in aan het Art Institute of Fort Lauderdale, waar hij later een graad in bedrijfskunde behaalde.
Tijdens zijn studie kwam een schrijfopdracht in handen van Paul Gallotta van het tijdschrift Circus. Gallotta nam contact op met Barker en vroeg hem zich bij de staf van 25th Parallel aan te sluiten. Daar werkte hij samen met de man die later Marilyn Manson zou worden.
Opdrachten brachten hem naar het centrum van de popcultuur en vanaf 1991 interviewde hij beroemdheden voor onder meer Seventeen, TeenBeat en andere bladen. In 1992 publiceerde Barker een kleine krantencolumn genaamd "Revealed", waarin het onderzoek naar spookachtige plaatsen en bovennatuurlijke gebeurtenissen centraal stond. Hij begon te werken als ghostwriter en hielp andere auteurs met publicaties. Barker noemt Stephen King, Dean Koontz, John Saul en Neil Gaiman als zijn voorbeelden.
Stephen King las delen van Forsaken voorafgaand aan publicatie en verleende Barker toestemming om het karakter van Leland Gaunt in Kings Needful Things in de roman te gebruiken. Het boek werd eind 2014 gepubliceerd en bereikte een aantal belangrijke mijlpalen: nummer 2 op Audible (Harper Lee (met Go Set a Watchman op 1), nummer 44 op Amazon US, nummer 2 op Amazon Canada en nummer 22 op Amazon VK. Forsaken werd ook genomineerd voor een Bram Stoker Award (beste debuutroman) en won een aantal andere prijzen, waaronder een New Apple Medalist Award. Na het lezen van Forsaken nam de familie van Bram Stoker contact met Barker op en vroeg hem mee te schrijven aan een prequel van Dracula met behulp van Stokers oorspronkelijke aantekeningen en dagboeken, waarvan een groot deel nooit openbaar is gemaakt.
Het succes van Barker trok de aandacht van traditionele agenten en uitgevers en begin 2016 werd zijn debuutthriller, The Fourth Monkey, verkocht in een reeks veilingen over de hele wereld, waarbij Houghton Mifflin Harcourt naar verwachting in de VS zou publiceren en HarperCollins in het VK. Het boek is ook verkocht voor zowel film als televisie. In september 2017 kocht Putnam de publicatierechten voor Dracul en Paramount Pictures kocht een optie op de filmrechten, met Andy Muschietti als regisseur.
Naast het schrijven van zijn eigen romans, heeft Barker samengewerkt met de Amerikaanse auteur James Patterson. Hun eerste roman samen, getiteld The Coast-to-Coast Murders, kwam op 11 oktober 2020 binnen op nummer 2 in de New York Times- lijst. Hun tweede samenwerking, The Noise, uitgebracht in augustus 2021, werd meteen een bestseller in de New York Times en werd gekozen door Entertainment One. Hun derde release, Death of the Black Widow, kwam uit in april 2022 en werd meteen een bestseller volgens de New York Times.

### Romans
- Forsaken (2014) ISBN 978-0990694908
- The Fourth Monkey (2017) ISBN 978-0544968844, in het Nederlands verschenen als Horen, zien, zwijgen (2017)
- The Fifth to Die (2018) ISBN 978-0544973978, in het Nederlands verschenen als Het vijfde meisje (2019)
- Dracul met Dacre Stoker (2018) ISBN 978-0735219342
- The Sixth Wicked Child (2019) ISBN 978-0990694977, in het Nederlands verschenen als Vergeef me (2020)
- She Has A Broken Thing Where Her Heart Should Be (2020) ISBN 978-1734210415, in het Nederlands verschenen als Augustus (2022)
- The Coast-to-Coast Murders met James Patterson (2020) ISBN 978-0316457422, in het Nederlands verschenen als De kustmoorden (2021)
- A Caller's Game (2021) ISBN 978-1734210446, in het Nederlands verschenen als De beller op lijn vier (2021)
- The Noise met James Patterson (2021) ISBN 978-0316499873
- Death of the Black Widow met James Patterson (2022) ISBN 978-1538709825
- Behind A Closed Door (2024) ISBN 978-1734210477, in het Nederlands verschenen als Het spel (2024)
- Something I Keep Upstairs (2025) ISBN 979-8989265480, in het Nederlands verschenen als Wat ik op zolder bewaar (2025)

### Korte verhalen
- "Mondays" (1993 - Last Exit Press)
- "Among Us" (1995 - Dark Crossing Magazine)
- "The Sitter" (1996 - Hidden Fears Magazine)
- "Wicked Ways" (1997 - Hidden Fears Magazine)
- "A Caller's Game" (1997 - Hidden Fears Magazine)
- "Room 108" (1998 - Hidden Fears Magazine)
- "Hybrid" (2012 - Among The Shadow Entertainment)
- "Of the Lake" (2016 - Ancient Enemies Anthology - Good Dog Publishing)

## Bestseller 60
| Boeken met noteringen in de Nederlandse Bestseller 60 | Jaar van verschijnen | Datum van binnenkomst | Hoogste positie | Aantal weken | Opmerkingen                                              |
| ----------------------------------------------------- | -------------------- | --------------------- | --------------- | ------------ | -------------------------------------------------------- |
| Vergeef me                                            | 2020                 | 22-04-2020            | 21              | 2            |                                                          |
| De kustmoorden                                        | 2021                 | 07-04-2021            | 20              | 1            | in samenwerking met James Patterson                      |
| De beller op lijn vier                                | 2021                 | 14-07-2021            | 33              | 2            |                                                          |
| Oorverdovend                                          | 2022                 | 02-03-2022            | 38              | 1            | in samenwerking met James Patterson                      |
| Augustus                                              | 2022                 | 27-07-2022            | 14              | 6            |                                                          |
| Jeugdzonde                                            | 2023                 | 22-02-2023            | 25              | 1            | in samenwerking met James Patterson                      |
| De beller op lijn vier                                | 2023                 | 17-01-2024            | 60              | 1            | goedkopere heruitgave van oorspronkelijke titel uit 2021 |
| Het spel                                              | 2024                 | 05-06-2024            | 38              | 2            |                                                          |
| Wat ik op zolder bewaar                               | 2025                 | 02-07-2025            | 44              | 1            |                                                          |

## Filmografie

### Televisie
- The Fourth Monkey (CBS)
- The Noise (Entertainment One)

### Speelfilms
- Dracul (Paramount Pictures)